# Rivière des Indiens (vattendrag i Kanada, lat 45,49, long -70,80)
Rivière des Indiens är ett vattendrag i Kanada.   Det ligger i provinsen Québec, i den sydöstra delen av landet, 400 km öster om huvudstaden Ottawa. Rivière des Indiens ligger vid sjön Lac aux Araignées.

## Omgivningar
I omgivningarna runt Rivière des Indiens växer i huvudsak blandskog. Runt Rivière des Indiens är det mycket glesbefolkat, med 3 invånare per kvadratkilometer.